# Pochi
Pochi (ポチ?) è un breve manga, creato da Miho Obana e pubblicato in Giappone sul mensile Ribon, edito dalla Shūeisha, nel 2003. In Italia il manga è stato pubblicato da Dynit nel volume speciale de Il giocattolo dei bambini intitolato La villa dell'acqua.

## Trama
La storia ruota attorno ai giovani liceali Sayaka kano e Tomo Aruga. Sayaka è sotto estrema pressione a casa, mentre Tomo, ragazzo spensierato, vive segretamente una vita alternativa come "Pochi" con sua madre, che lo crede la reincarnazione del suo cane. I due diventano amici dopo un incontro accidentale, e anche se conducono vite molto diverse, diventano rapidamente amici, supportandosi a vicenda.

## Personaggi
Sayaka Kano
È una ragazza indaffarata e molto impegnata sia a casa che a scuola. Frequenta la terza media e risulta essere la più stressata dell'istituto, tanto da essere scherzosamente definita "La Regina dello Stress" dai suoi coetanei. Anche la sua situazione familiare non è delle migliori e ciò contribuisce a formare un lato stanco nel suo carattere. Il padre è un tipo molto esigente e rigido nell'educazione e pretende da lei il massimo, che, pur prendendo 95 su 100 in un compito scolastico, ciò non basta. Inoltre non le viene concesso alcun svago e sono rare le volte che può uscire con le sue poche amiche. La madre è una casalinga che asseconda il padre.
Tomo Aruga (Pochi)
È un ragazzo spensierato. I suoi genitori tempo prima avevano avuto una figlia morta prematuramente. Per superare lo shock, adottarono un tenero cagnolino che chiamarono 'Pochi'. Era stato un vero miracolo, Pochi aveva cambiato profondamente la vita dei coniugi in meglio. Un brutto giorno, però, Pochi finisce sotto una macchina e muore. Da allora la madre è traumatizzata e una volta partorito Tomo, lo crede Pochi tornato sulla Terra per lei. La nonna gli ha raccontato come stavano le cose e Tomo asseconda da allora sua mamma.
Ayaka Kano
La sorellina di Sayaka, va all'asilo. È una bambina pretenziosa e un po' viziata che non fa che chiedere alla sorella maggiore favori come farle i capelli in modo carino per Ken, il ragazzino che le piace.
Yuko Aruga
La madre di Tomo. Dopo la morte prematura della loro figlia, Yuko e suo marito acquistarono un cucciolo, chiamato poi 'Pochi', che credevano fosse la reincarnazione della loro figlia defunta. Mentre Yuko era incinta di Tomo, Pochi morì: questo l'ha devastata così tanto che ha perso la coscienza. Quando nacque Tomo credeva che il bambino appena nato era Pochi, e lo tratta come cane da allora. Dopo anche la morte del marito, in stato vegetativo da dieci anni, riprende coscienza e riconosce Tomo come suo figlio umano.

## Volumi
| N° | Uscita in Giappone | ISBN giapponese    |
| -- | ------------------ | ------------------ |
| 1  | 19 novembre 2003   | ISBN 4-08-856504-5 |